# Liste der Abgeordneten zum Vorarlberger Landtag (II. Gesetzgebungsperiode)
Diese Liste der Abgeordneten zum Vorarlberger Landtag (II. Gesetzgebungsperiode) listet Abgeordneten zum Vorarlberger Landtag in der 2. Gesetzgebungsperiode von 1868 bis 1870 auf.

## Landtagsabgeordnete
| Name                     | Wahlklasse  | Region                | Anmerkung                                                      |
| ------------------------ | ----------- | --------------------- | -------------------------------------------------------------- |
| Amberg Johann Nepomuk    | Virilstimme |                       |                                                                |
| Bertschler Johann        | LG          | Feldkirch-Dornbirn    |                                                                |
| Bickel Franz             | SM          | Bludenz               |                                                                |
| Deisböck Paul            | SM          | Feldkirch             |                                                                |
| Feßler Josef Anton       | LG          | Bregenz-Bregenzerwald |                                                                |
| Fetz Andreas             | SM          | Bregenz               |                                                                |
| Feurstein Josef Anton    | LG          | Bregenz-Bregenzerwald |                                                                |
| Froschauer Sebastian von | SM          | Bregenz               |                                                                |
| Ganahl Carl              | SM          | Feldkirch             |                                                                |
| Ganahl Christian         | LG          | Bludenz-Montafon      |                                                                |
| Gsteu Josef              | LG          | Feldkirch-Dornbirn    |                                                                |
| Hämmerle Guntram         | LG          | Feldkirch-Dornbirn    | am 27. September 1869 als Nachfolger von Gebhard Lins angelobt |
| Hirschbühl Stefan        | LG          | Bregenz-Bregenzerwald |                                                                |
| Jussel Anton             | LG          | Bludenz-Montafon      |                                                                |
| Lins Gebhard             | LG          | Feldkirch-Dornbirn    | verstorben am 25. Jänner 1869                                  |
| Martignoni Benedikt      | SM          | Dornbirn              |                                                                |
| Peter Alois              | LG          | Feldkirch-Dornbirn    |                                                                |
| Scheffknecht Georg       | LG          | Feldkirch-Dornbirn    |                                                                |
| Schneider Martin Josef   | LG          | Bludenz-Montafon      |                                                                |
| Schwärzler Gebhard       | LG          | Bregenz-Bregenzerwald |                                                                |
| Seyffertitz Karl von     | LG          | Bregenz-Bregenzerwald |                                                                |
| Thurnher August          | LG          | Bludenz-Montafon      |                                                                |